# Singapura nos Jogos Olímpicos de Verão de 2012
Singapura competiu nos Jogos Olímpicos de Verão de 2012, realizados em Londres, no Reino Unido, de 27 de julho a 12 de agosto de 2012.

## Desempenho

### Atletismo
Masculino
| Atleta          | Evento | Preliminar | Preliminar | Quartas de final | Quartas de final | Semifinais  | Semifinais  | Final       | Final       |
| Atleta          | Evento | Marca      | Posição    | Marca            | Posição          | Marca       | Posição     | Marca       | Posição     |
| --------------- | ------ | ---------- | ---------- | ---------------- | ---------------- | ----------- | ----------- | ----------- | ----------- |
| Yeo Foo Ee Gary | 100 m  | 10s57      | 2º/bat. 3  | 10s69            | 8º/bat. 1        | Não avançou | Não avançou | Não avançou | Não avançou |

### Badminton
Masculino
| Atleta              | Prova   | Ronda dos 64           | Ronda dos 32           | Ronda dos 16           | Quartos-finais         | Semifinais             | Final                  | Final |
| Atleta              | Prova   | Adversário e resultado | Adversário e resultado | Adversário e resultado | Adversário e resultado | Adversário e resultado | Adversário e resultado | Pos.  |
| ------------------- | ------- | ---------------------- | ---------------------- | ---------------------- | ---------------------- | ---------------------- | ---------------------- | ----- |
| Zi Liang Derek Wong | Simples |                        |                        |                        |                        |                        |                        |       |

### Halterofilismo(1 atleta)
Feminino
| Atleta      | Evento | Arranque (kg) | Arremesso (kg) | Total (kg) | Posição |
| ----------- | ------ | ------------- | -------------- | ---------- | ------- |
| Helena Wong | -53kg  | 61,0          | 173,0          | 134,0      | 15º     |

### Natação
Masculino
| Atletas        | Evento       | Eliminatórias | Eliminatórias | Semifinal | Semifinal | Final       | Final       |
| Atletas        | Evento       | Tempo         | Posição       | Tempo     | Posição   | Tempo       | Posição     |
| -------------- | ------------ | ------------- | ------------- | --------- | --------- | ----------- | ----------- |
| Quah Zheng Wen | 400 m medley | 4min26s81     | 33º           |           |           | Não avançou | Não avançou |

Feminino
| Atletas     | Evento          | Eliminatórias | Eliminatórias | Semifinal   | Semifinal   | Final       | Final       |
| Atletas     | Evento          | Tempo         | Posição       | Tempo       | Posição     | Tempo       | Posição     |
| ----------- | --------------- | ------------- | ------------- | ----------- | ----------- | ----------- | ----------- |
| Mylene Ong  | 100 m livre     | 56s33         | 29º           | Não avançou | Não avançou | Não avançou | Não avançou |
| Lynette Lim | 400 m livre     | 4min18s64     | 30º           |             |             | Não avançou | Não avançou |
| Lynette Lim | 800 m livre     | 8min52s92     | 31º           | Não avançou | Não avançou |             |             |
| Tao Li      | 100 m costas    | 1min01s60     | 26º           | Não avançou | Não avançou | Não avançou | Não avançou |
| Li Tao      | 100 m borboleta | 58s34 Q       | 11º           | 58s18       | 10º         | Não avançou | Não avançou |